# Lourdes Maldonado Alconada
Lourdes Maldonado Alconada (Irun, Guipúscoa; 3 de maig de 1973), és una coneguda periodista espanyola. Des del 18 de setembre de 2017, presenta i dirigeix la 1a edició de Telenotícies a Telemadrid.

## Biografia
Llicenciada en Periodisme en 1996 per la Universitat de Navarra, i més tard llicenciada en Comunicació Audiovisual a la Universitat de Bordeus, en 1997. Està casada amb el periodista d'El Ideal de Granada José Guerrero i té dos fills.
Va iniciar la seva carrera professional en la televisió local d'Irun, Txingudi Telebista, on romandria durant tres anys. Compatibilitzava això amb el seu treball a Onda Cero (Emissora de ràdio del Grup Antena 3) i en l'agència France Presse.

## Antena 3 (2000 - 2017)
L'any 2000 es converteix en la presentadora de l'Informatiu Territorial d'Antena 3 TV al País Basc, substituint així al també periodista i presentador Francisco Blanco Argibay. L'any 2003 i després de realitzar les substitucions estiuenques de Sonsoles Suárez Illana al programa Espejo Público, es posa al capdavant d' Antena 3 Noticias Fin de Semana fins a juliol de 2012. En aquesta tasca ha estat acompanyada durant 3 temporades per Ramón Pradera i els seus companys d'esports Manu Sánchez, Lola Hernández i Óscar Castellanos.
Els seus informatius de cap de setmana han estat líders absoluts d'audiència durant moltes temporades. Encara que la franja més reeixida dels informatius que condueix Lourdes Maldonado és la de sobretaula (15:00 hores), durant anys, ha guanyat àmpliament als informatius de les altres emissores. Moltes vegades, ha aconseguit quotes de pantalla superiors al 28-29%. En 2007, va augmentar la fita d'audiència de la seva edició. L'espai Antena 3 Noticias Fin de semana 1 que conduïa els dissabtes i diumenges, es va convertir en l'informatiu més vist d'Espanya al llarg de tot el 2007.
Per a l'any 2010 després de l'eliminació de la publicitat de Televisió Espanyola i el conseqüent allargament dels informatius de la cadena pública, les dades d'audiència estan més ajustats, però així i tot, en moltes ocasions l'informatiu de Maldonado supera al de La 1 Durant dos períodes diferents, va romandre allunyada de la televisió a causa del naixement dels seus dos fills, la primera ocasió -des de novembre de 2005 fins a maig de 2006- va ser substituïda per Ramón Pradera i Míriam Sánchez. Amb la volta de Lorda es va decidir incorporar com copresentador a Ramón. En la següent baixa per maternitat, -des de novembre de 2008 fins a maig del 2009- va ser Sandra Golpe Cantalejo l'encarregada de suplir-la.
Al desembre de 2006, i per raons de conciliació de la seva vida familiar, va rebutjar la presentació del programa Espejo Público. Des de 2007 presenta la gala del Premi Planeta En 2008 va donar el salt a publicitat, en la campanya de la companyia elèctrica Gas Nnatural. En 2010 va participar en la campanya publicitària d'Antena 3 contra la violència de gènere juntament amb altres periodistes com Matías Prats, Mónica Carrillo, Roberto Arce i Susanna Griso.
En l'accident del vol 5022 de Spanair de 2008 -en el qual van perdre la vida 154 persones-, Lourdes va ser l'encarregada de presentar la totalitat dels especials d'Antena 3 que van tenir lloc el dia de la tragèdia, i en posteriors jornades. En ells es va encarregar de donar a conèixer la informació que anava arribant, a més d'entrevistar a experts i afectats pel succés.
De cara a l'inici de la temporada televisiva 2009-2010 es produeixen canvis del plató a Antena 3 Notícies, arriben nous grafismes i altres deixen de presentar, en el cas de les Notícies del cap de setmana, Lourdes Maldonado torna a presentar sola l'informatiu, com va venir fent fins a 2005. Ramón Pradera, el seu company de taula durant 3 temporades torna a la redacció. El març de 2010 reconeix patir Linfodema Primari Congènit, una afecció poc freqüent, caracteritzada per un mal drenatge de la limfa en la seva cama dreta, la qual cosa li provoca inflor, i ha d'anar amb compte de no contreure infeccions. No obstant això, amb el constant drenatge limfàtic de la seva cama, i no usa taló ni fa sobreesforços físics, pot portar una vida pràcticament normal. Després de gairebé una dècada presentant els informatius del cap de setmana, des del 3 de setembre de 2012, presenta l'edició diària Antena 3 Noticias 1, a les 15:00 hores, al costat de Vicente Vallés. Sandra Golpe Cantalejo, presentadora de l'informatiu matinal fins llavors, i que la substituïa durant les seves vacances, es fa càrrec de l'informatiu del cap de setmana a partir d'aquest moment al costat d'Álvaro Zancajo Fenoll.
El divendres 9 de setembre de 2016, després de quatre anys presentant Antena 3 Noticias 1, amb Vicente Vallés, i després de tretze anys presentant Notícies, abandona la presentació de l'edició de migdia, per ser cap de l'àrea Societat-Cultura d'Antena 3 Noticias.

## Telemadrid (2017 - actual)
El 2 de juliol de 2017 es dona a conèixer el seu fitxatge per la cadena autonòmica madrilenya, Telemadrid. Segons el portal d'informació, FórmulaTV, Lourdes Maldonado ha decidit demanar una excedència i passar a formar part de l'equip dels informatius de la cadena local madrilenya, amb Jon Ariztimuño com a director d'informatius del canal des del mes de maig.
A partir del mes de setembre, la presentadora és l'encarregada de conduir les notícies de migdia.

## Premis, nominacions i distincions
- Premis Iris 2011 en la categoria de Millor presentadora d'informatius (Nominada).
- TP d'Or 2008 en la categoria de Millor presentadora d'informatius (Nominada).[10]
- Pregonera, Al setembre de 2007 de la Real Fira i Festes Populars de Padul
- Pregonera, el 23 de juny de 2009 de les festes de Sant Pere i Sant Marcial d'Irun.[11]
- Premis Zapping (2010) en la categoria de Millor presentador.[12]
- Antena de Oro (2010) en la branca de televisió.[13] Després de conèixer la notícia, els companys d'Antena 3 Noticias, Matías Prats, Mónica Carrillo Martínez, Luis Fraga i Sandra Golpe Cantalejo van fer pública la seva felicitació tant a través de l'informatiu com en el bloc del que disposen els presentadors en antena3.com. Lourdes va agrair en el mateix bloc les felicitacions i dies després, en una entrevista concedida al diari Público, va dedicar el premi a l'equip de Antena 3 Noticias i als seus companys del País Basc.[14] La cerimònia de lliurament va tenir lloc el 23 d'octubre de 2010 en el Gran Casino d'Aranjuez.al recollir el guardó, l'hi va dedicar entre llàgrimes als seus fills i el seu marit.[15] La protagonista va qualificar la nit com a "emocionant i inoblidable".
- El dia 24 de maig de 2012, és premiada amb el guardó concedit per la ATR (Agrupació de Teleespectadors i Radiooients)com a millor Presentadora d'Informatius, per la seva labor al capdavant de Notícies Cap de setmana, d'Antena 3.
- El 14 de novembre de 2015 presenta la I Gal·la benèfica de la Fundació Ahoringa Vuelcapeta (vuelcapeta.org) a Granada i és nomenada Padrina d'Honor de la Fundació al costat de Pilar Aranda Ramírez, Rectora de la Universitat de Granada i Manuela María Villena López.